# Trung tâm Khoa học mở
Trung tâm Khoa học mở (tiếng Anh: Center for Open Science) là một tổ chức công nghệ phi lợi nhuận có trụ sở tại Charlottesville, Virginia với sứ mệnh "tăng cường tính cởi mở, tính toàn vẹn và khả năng tái xác lập của nghiên cứu khoa học." Trung tâm Khoa học mở được thành lập vào tháng 1 năm 2013 bởi Brian Nosek và Jeffrey Spies và được tài trợ chủ yếu bởi Laura  và John Arnold Foundation và những người khác.

## Khái quát
Trong nghiên cứu khoa học, việc đánh giá khả năng tái thiết lập lại kết quả của một nghiên cứu là hết sức quan trọng. Trung tâm Khoa học mở bắt đầu với công việc tái tạo nghiên cứu tâm lý học bằng Dự án Tái tạo: Tâm lý học, sau đó đã trở thành dự án đa ngành. Dự án đã công bố một thử nghiệm có nguồn lực từ cộng đồng về khả năng tái sản xuất của nhiều nghiên cứu khác nhau từ các tài liệu tâm lý học, lấy mẫu từ 100 nghiên cứu tâm lý học đăng trên 3 tạp chí lớn về Tâm lý học, cho biết chỉ có 39/100 thử nghiệm tái xác lập là thành công.
Một dự án tái tạo thứ hai cho nghiên cứu sinh học ung thư cũng đã được bắt đầu thông qua quan hệ đối tác với Science Exchange. Vào tháng 3 năm 2017, Trung tâm đã công bố một kế hoạch chiến lược chi tiết. Brian Nosek đã đăng một bức thư phác thảo lịch sử của Trung tâm và định hướng trong tương lai.
Năm 2018, nghiên cứu đăng trên tạp chí Nature Human Behaviour tái tạo lại kết quả 21 nghiên cứu khoa học xã hội đăng trên hai tạp chí hàng đầu: Science và Nature trong giai đoạn 2010-2015, nhằm kiểm tra mức độ tái thiết lập cho thấy 62% kết quả đã được tái xác lập.

## Khung Khoa học mở
Khung Khoa học mở (Open Science Framework), viết tắt là OSF, là một dự án phần mềm mã nguồn mở tạo điều kiện cho sự hợp tác mở trong nghiên cứu khoa học. Khung Khoa học mở thực hiện 2 chức năng chính là phục vụ dự án nghiên cứu khả năng tái xác lập nghiên cứu khoa học và hệ thống lưu trữ bản bản thảo (preprint).

### Tái xác lập nghiên cứu
Khung ban đầu được sử dụng để phục vụ cho dự án về khả năng tái tạo của nghiên cứu tâm lý học, nhưng sau đó đã trở thành đa ngành. Kết quả và các nghiên cứu trong dự án được lưu trữ mở trên OSF và chia sẻ chung cho cộng đồng.

### Lưu trữ bản thảo
Năm 1991, arXiv là hệ thống lưu trữ bản thảo số đầu tiên được các nhà khoa học tự nhiên giới thiệu. Hiện nay đã có hơn 1.2 triệu bản thảo toán học, vật lý, thiên văn học, hay khoa học máy tính được công bố thông qua nền tảng này. Đến năm 2013, Cold Spring Harbor Laboratories giới thiệu bioRxiv chuyên dành cho ngành sinh học, và hiện nay lưu trữ hơn 13.000 bài viết.
Vào năm 2016, OSF đã bắt đầu ba dịch vụ lưu trữ bản thảo mới: engrXiv, SocArXiv và PsyArXiv. Sau đó nó đã mở máy chủ lưu trữ bản thảo của riêng mình vào năm 2017, OSF Preprints. Chức năng tìm kiếm thống nhất của nó bao gồm các bản thảo có trước từ OSF Preprints, cùng với các bản thảo từ các máy chủ khác như Preprints.org, Thesis Commons, PeerJ và nhiều kho ArXiv.